# Johan Frederik Gotthilf Lehmann
Johan Frederik Gotthilf Lehmann (30. november 1725 – 26. november 1781 i Ribe) var en dansk officer.

## Uddannelse og i udlandet
Hans fader, kaptajn Johan Lehmann (død 1729), var da chef for Søndre Hardangers Kompagni af 2. bergenhusiske Regiment. Lehmann blev opdraget ved Landkadetkompagniet, hvorfra han 1747 afgik som fændrik til Slesvig-holstenske nationale Infanteriregiment, men blev endnu samme år forsat til Kronprinsens Regiment og forfremmedes her 1749 til sekondløjtnant, 1755 til premierløjtnant. Med kongens tilladelse og rigelige understøttelse deltog han 1757-61 i Syvårskrigen, først på østrigsk, siden på russisk side, og fandt gentagen lejlighed til at udmærke sig. Efterhånden som Lehmann forfremmedes i udlandet, steg han ligeledes i den danske hær: 1757 til kaptajn, 1758 til major, 1760 til oberstløjtnant; 1759 blev han forflyttet til Oldenborgske, 1763 til Møenske hvervede Regiment. Allerede forinden var han dog vendt hjem og, da hæren i januar 1762 blev sat på feltfod, ansat ved hovedkvarteret som generalkvartermester-løjtnant.

## Under grev de Saint-Germain
Lehmann blev herved draget ind i den Saint-Germain-Gählerske kreds, hvor man må have fattet store tanker om hans administrative talenter. En af Saint-Germains reformplaner var at samle de tre artillerikorps (danske, norske og holstenske) til ét under fastere militære former, og iværksættelsen af denne omorganisation var overdraget en infanterigeneral, Frederik Albrecht af Anhalt-Bernburg; men da denne snart efter måtte vende hjem for at overtage regeringen i sit fyrstendømme, blev Lehmann for at fortsætte det begyndte værk i august 1764 sat over til artilleriet som 1. oberstløjtnant og kommandør. Han viste snart, at han var mand både for at danne sig sine meninger og for at føre dem igennem, men hans virksomhed som artillerikommandør blev dog kun kortvarig. Efter at Saint-Germain første gang var blevet styrtet, blev Lehmann, der kort forinden havde fået obersts karakter, i januar 1767 sat tilbage til fodfolket som «Colonel commandant» i oberstløjtnants nummer ved Slesvigske hvervede Regiment i Rendsborg. To måneder senere kom Saint-Germain igen til magten, og Lehmann kaldtes nu tilbage til hovedstaden, hvor han blev kommandør for Kongens Livregiment og tillige ansat i Generalkrigsdirektoriet som medhjælper for generalløjtnant Gähler. Uagtet denne, da Saint-Germain samme efterår definitivt måtte trække sig tilbage, beholdt sin plads i hærstyrelsen, kunne eller ville han ikke holde på Lehmann, der straks fjernedes fra Direktoriet og 1768 atter sendtes til Rendsborg som chef for Slesvigske Regiment.

## Senere karriere
Senere nævnes han som nøje knyttet til Schack Carl Rantzau-Ascheberg. I 1773, da der i anledning af Sveriges truende holdning foretoges en delvis mobilisering, udnævntes Lehmann til generalkvartermester for Danmark og Hertugdømmerne, og i 1774 blev han generalmajor. Han beholdt dog sit regiment, der sidstnævnte år forlagdes til Ribe Stift, hvorfra det fik sit nationale mandskab. Et par år senere fremkom der fra godsejerne ret graverende klager over den inhumanitet, der udvistes over for dette mandskab, og Lehmann fik en alvorlig tilrettevisning fra allerhøjeste sted.
Lehmann, der døde i Ribe 26. november 1781, havde 1765 ægtet Mariane Henriette Friderica
von Leuenfeldt (26. marts 1739 – 8. januar 1799 i Itzehoe), datter af oberst Marcus Henrik
(Treschow, 1735 adlet) von Leuenfeldt og Sophie f. Amthor.